# San Kilda
San Kilda (en inglés, Saint Kilda, en gaélico escocés: Hiort) es un archipiélago del Atlántico norte situado al oeste de las Hébridas, considerado la parte más aislada de las islas británicas. Pertenece al Reino Unido.
Sus islas principales son Boreray, Soay, Dun y Hirta, y todas ellas son de origen volcánico y muy abruptas. En total comprenden una superficie de 840 ha. El archipiélago pertenece al grupo islas Hébridas exteriores.
El archipiélago tiene también varias estacas, pilares verticales de roca que surgen en medio del mar, los más altos de los cuales (An Armen y Lee) se acercan a los 200 metros de altura.

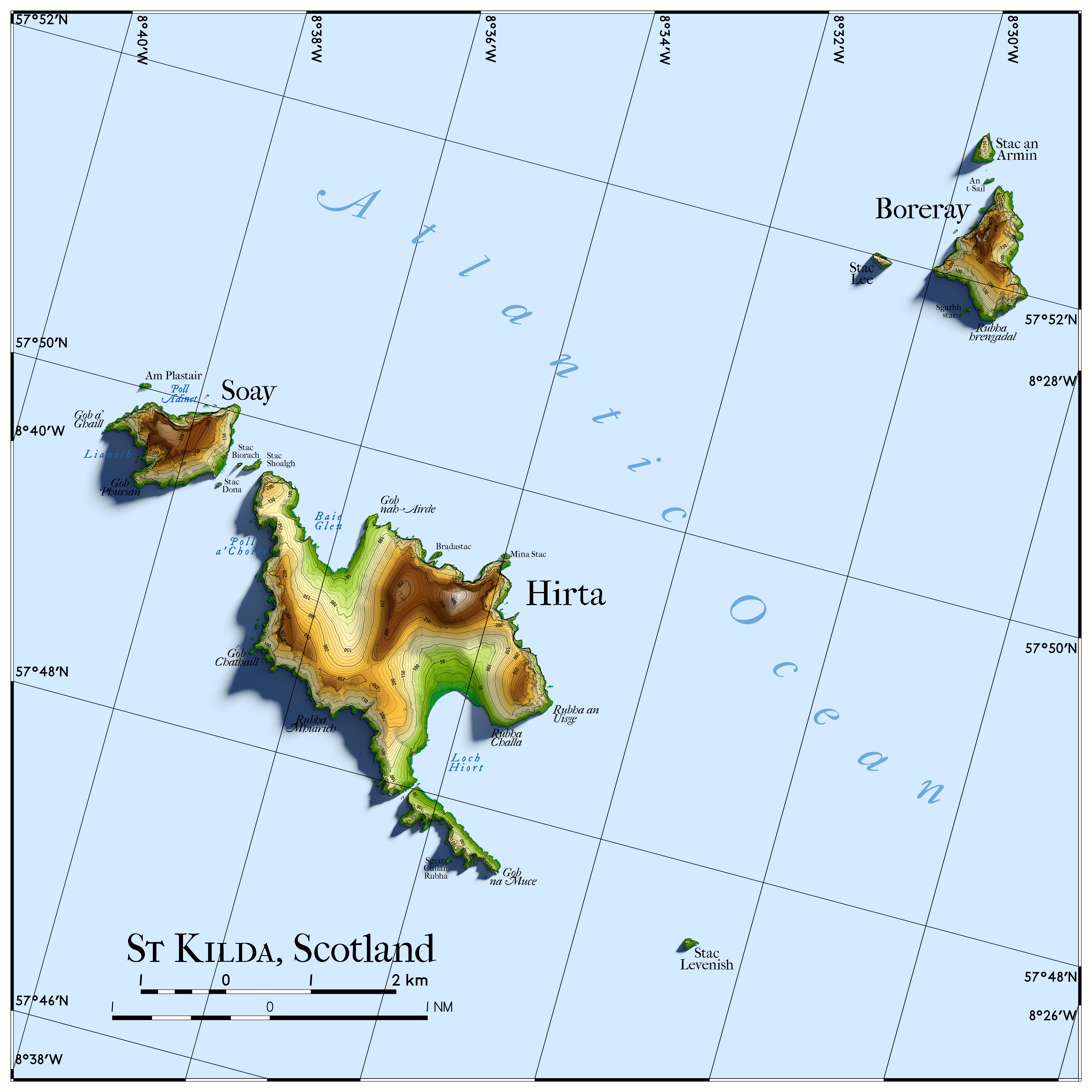
Mapa de San Kilda

Tiene importantes colonias de pájaros, con especies singulares que se aprovechan de sus acantilados, lo que lo ha llevado a ser declarada Patrimonio de la Humanidad por la Unesco en 1986. Alberga dos subespecies endémicas, el ratón de campo de San Kilda y el chochín de San Kilda, y en el pasado también albergó al ratón doméstico de San Kilda hasta su extinción. También tiene una especie que sólo habita aquí y en Surtsey, el insecto Ceutorrhynchus insularis, una rara especie de gorgojo.
Hay controversia sobre el origen de su nombre. Se dice que quizás proviene del antiguo nórdico, donde sunt kelda quiere decir 'fuente dulce'. Según algunos autores, podría provenir de San Hilda o Hirta. En todo caso, parece claro que nunca hubo un santo con este nombre.

## Historia
Fue habitada desde tiempos prehistóricos, aunque los primeros registros sobre la vida isleña datan del final de la Edad Media. La población fluctuó  a lo largo de la historia, pero probablemente nunca sobrepasó los 180 habitantes. Las enfermedades provocadas por el aumento de los contactos externos y las consecuencias de la Primera Guerra Mundial hicieron que la población descendiera drasticamente, hasta que el 29 de agosto de 1930 sus últimos 36 habitantes permanentes serían evacuados hacia Escocia. Su lengua era el gaélico escocés con fuerte influencia escandinava.
Actualmente todo el archipiélago es propiedad del National Trust for Scotland. En la isla principal de Hirta existe una base militar, que es también usada por científicos que estudian la fauna local.